# Lembruch
Lembruch község Németországban, Alsó-Szászországban, a Diepholzi járásban. Lakosainak száma 1254 fő (2023. december 31.).

## Földrajza
Lembruch Diepholz, Wetschen, Damme és Hüde községekkel határos.